# Яндекс.Модуль
«Яндекс. Модуль» — медиаплеер с голосовым управлением (через встроенный голосовой помощник «Алиса»), разработанный в компании «Яндекс», изготавливается в Китае. Модуль позволяет просматривать «Яндекс.Видео» и запускать «Яндекс.Эфир» на экране телевизора.
Продукт был анонсирован 23 мая 2019 года на конференции Yet another Conference в Москве. Официальный старт продаж — 23 мая 2019 года.

## Функции
«Яндекс. Модуль» подключается к телевизору через HDMI-порт и позволяет запустить «Яндекс. Эфир» и смотреть «Яндекс. Видео» на большом экране. Медиаплеер может включить «Яндекс. Музыку» или сказку для детей[уточнить]. Модуль управляется голосом — через смартфон, «Яндекс. Станцию» или другую колонку с голосовым помощником «Алиса».

## Технические характеристики
Устройство подключается к телевизору по HDMI-интерфейсу, а к интернету — через Wi-Fi. Работает в экосистеме умный дом Яндекса и Xiaomi Mi Home.
Медиаплеер имеет:
- Выход — HDMI 1.4;
- Подключение по Wi-Fi 802.11ac и USB 2.0 Type A;
- Порт Micro USB для зарядки;
- Внешний блок питания;
- Пассивное охлаждение;
- Поддержка 1080p (Full HD).

«Яндекс. Модуль» работает без пульта дистанционного управления через встроенный голосовой помощник «Алиса».
Габариты Модуля — 108x14x42 мм.
Вес — 0,072 кг.